# Михайлов, Александр Дмитриевич (политик)
Александр Дмитриевич Михайлов (род. 1 мая 1929 года, СССР) — советский и российский политический деятель, сотрудник Министерства сельского хозяйства РСФСР, начальник главного управления по делам колхозов Министерства сельского хозяйства РФ (1973—1993), депутат Государственной Думы ФС РФ первого созыва (1993—1995).

## Биография
В 1954 году получил высшее образование по специальности «ученый агроном» в Ярославском сельскохозяйственном институте. Работал в колхозе агрономом, главным агрономом на МТС, в районном исполкоме начальником управления. Член КПСС. С 1960 по 1964 год работал первым секретарём городского комитета КПСС в Ростовском и Переславском горкоме Ярославской области. С 1964 по 1973 год — секретарь Ярославского областного комитета КПСС. С 1973 по 1993 год работал в Министерстве сельского хозяйства РСФСР на руководящих должностях, в 1993 году работал в Министерстве сельского хозяйства РФ начальником главного управления по делам колхозов.
В 1993 году был избран депутатом Государственной думы Федерального Собрания Российской Федерации первого созыва. В Государственной думе был членом комитета по законодательству и судебно-правовой реформе, был заместителем руководителя фракции Аграрной партии России.